# Tony Maimone
Tony Maimone (27 september 1952) is een basgitarist, afkomstig uit Cleveland, Ohio. Hij speelde met the Polysterenes en the Numbers Band en had met Jim Jones en Scott Krauss (drums) een groep, Home and Garden. Hij was van 1976 tot 1993 lid van de rockband Pere Ubu van David Thomas, waar Scott Krauss eveneens meespeelde. Maimone werkte tevens onder meer met Bob Mould, Frank Black en They Might Be Giants. 
Met Joel Hamilton, met wie hij in New York een opnamestudio heeft, Studio G., richtte hij een 2003 de experimentele artrock-groep The Book of Knots op. De groep bestaat verder uit Matthias Bossi (drums) en Carla Kihlstedt (viool) en nam tot dusver twee platen op: 'The Book of Knots' (2004) en 'Traineater' (2007). Maimone is tevens producer van een aantal bands: Poka Poka (psychedelisch), Toulouse (ambient) en U.V. Ray (jungle). 